# Nephanes titan
Nephanes titan är en skalbaggsart som först beskrevs av Newman 1834.  Nephanes titan ingår i släktet Nephanes, och familjen fjädervingar. Arten är reproducerande i Sverige.

## Bildgalleri

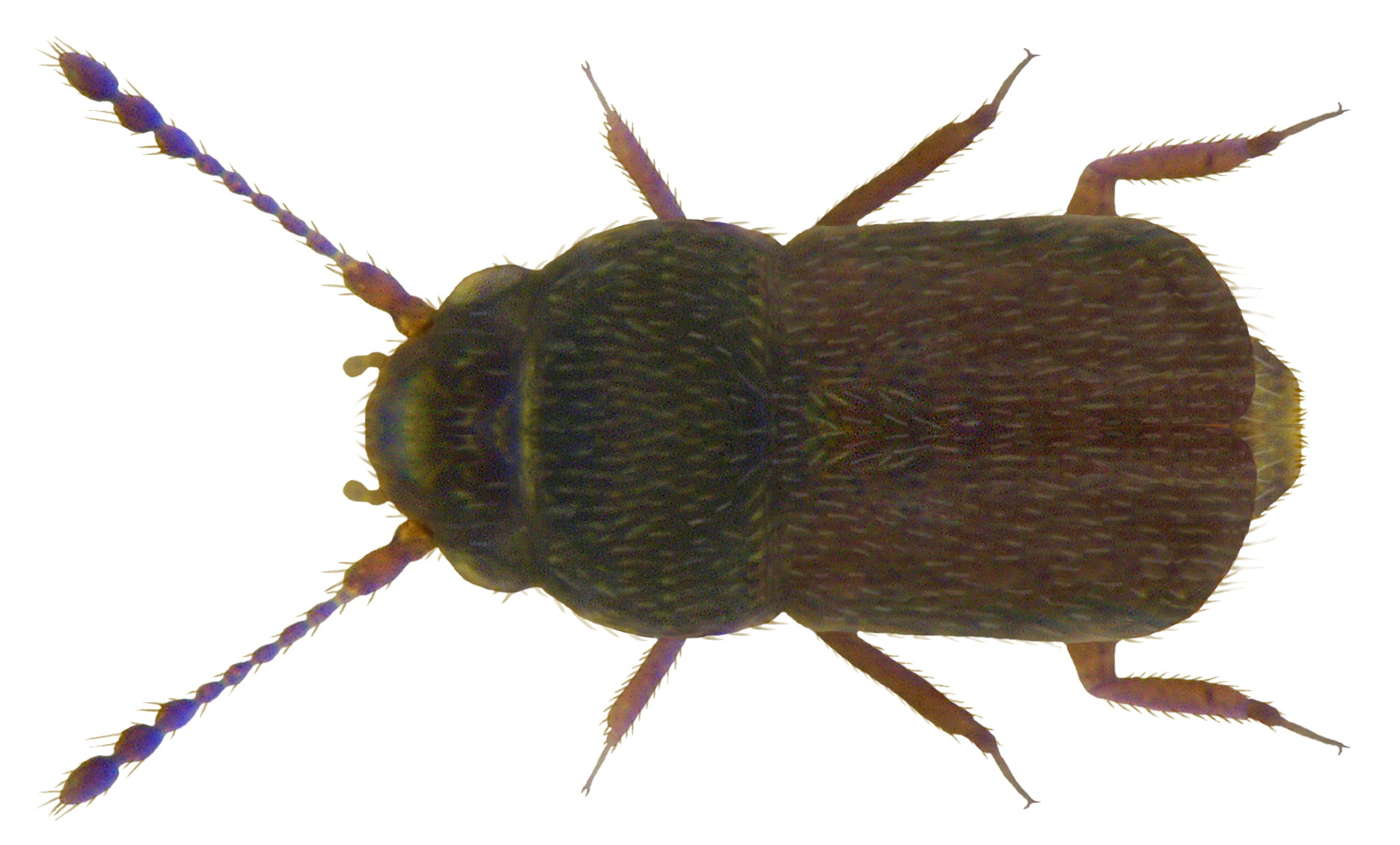
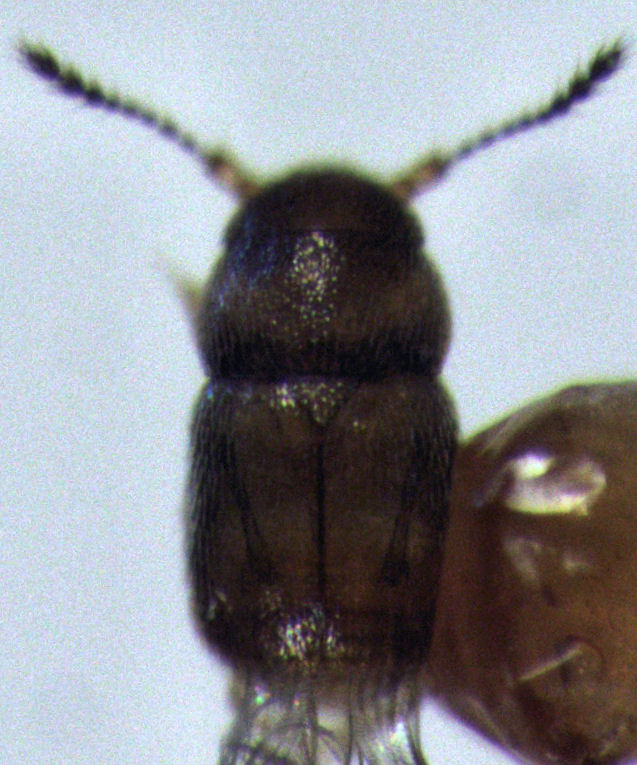
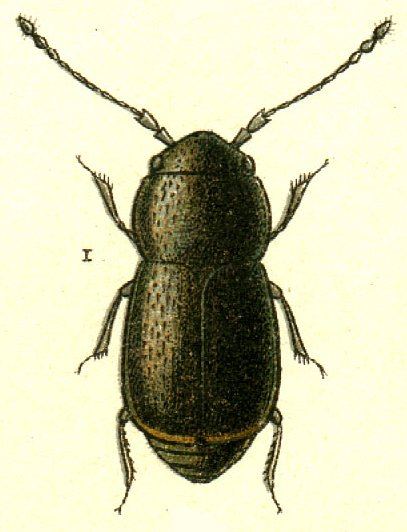